# Golf ai XV Giochi del Mediterraneo
I tornei di  golf ai XV Giochi del Mediterraneo si sono svolti presso il Campo da Golf del Villaggio Mediterraneo  ed hanno previsto competizioni individuali e a squadre sia maschili che femminili, per un totale di 4 medaglie d'oro
Ogni Paese ha potuto iscrivere al massimo 3 giocatori e 3 giocatrici.

## Podi

### Uomini
| Evento      | Oro                | Argento        | Bronzo            |
| Uomini      |                    |                |                   |
| Individuale | P. Ignacio Sanchez | Julien Grillon | Hamza Hakan Sayin |
| A squadre   | Spagna             | Turchia        | Francia           |
| Donne       |                    |                |                   |
| Individuale | Maria Hernandez    | Elena Giraud   | Anne Lise Caudal  |
| A squadre   | Spagna             | Francia        | Italia            |

## Medagliere
| Posizione | Paese   |   |   |   | Totale |
| --------- | ------- | - | - | - | ------ |
| 1         | Spagna  | 4 | 0 | 0 | 4      |
| 2         | Francia | 0 | 3 | 2 | 5      |
| 3         | Turchia | 0 | 1 | 1 | 2      |
| 4         | Italia  | 0 | 0 | 1 | 1      |
| Totale    | Totale  | 4 | 4 | 4 | 12     |